# Buni Reuling Peudaya
Buni Reuling Peudaya is een bestuurslaag in het regentschap Pidie van de provincie Atjeh, Indonesië. Buni Reuling Peudaya telt 175 inwoners (volkstelling 2010).